# Betriebskrankenkasse BPW Bergische Achsen KG
Die Betriebskrankenkasse BPW Bergische Achsen KG (kurz BKK BPW) war eine geschlossene Betriebskrankenkasse mit Sitz in Wiehl. Eine Mitgliedschaft war für alle Mitarbeiter und ehemaligen Mitarbeiter der BPW Bergische Achsen KG sowie deren Familienangehörigen möglich.

## Beitragssätze
Seit 1. Januar 2009 wurden die Beitragssätze vom Gesetzgeber einheitlich vorgegeben. Der Zusatzbeitrag betrug seit 1. Januar 2016 1,1 %. Zum 1. Januar 2023 erfolgte eine Anpassung auf 1,8 %.

## Geschichte
Am 7. August 1918 beantragte als Vertreter des Trägerunternehmens Herr Gustav Friedrich Kotz beim zuständigen Versicherungsamt Gummersbach die Errichtung einer eigenen Betriebskrankenkasse für die Mitarbeiter des Betriebes. Am 5. April 1919 nahm die BKK ihre Tätigkeit als Betriebskrankenkasse der Firma Bergische Achsenfabrik Fr. Kotz & Söhne auf.

Am 1. Januar 2024 erfolgte die Fusion mit der BKK Melitta HMR.